# Paul Pongs
Paul Pongs (* 27. Dezember 1990 in Hamburg) ist ehemaliger deutscher Hockeyspieler. Er spielte in der Bundesliga für den Harvestehuder THC.

## Leben
Paul Pongs besuchte von 1997 bis 2001 die Grundschule Poßmoorweg gegangen. Darauf folgend hat der die Gelehrtenschule des Johanneums bis 2010. Sein Abitur absolvierte er 2011 an der Heinrich-Hertz-Schule. Im Jahr 1994 hatte er mit dem Hockeyspielen beim Club an der Alster angefangen. 1998 wechselte er zum Harvestehuder THC und spielte dort vom April 2007 bis Mai 2019 in der Hockey-Bundesliga. Von Oktober 2019 bis 2020 spielte er dann in Southgate, England. Zuvor spielte er vom Oktober 2011 bis 2012 auch schon in der Premier League in England für Bowdon HC.
In den Jahren 2018/19 war Paul Pongs Trainer der Hockey-Damen-Bundesliga Mannschaft des HTHC.

## Erfolge
Im Jahr 2005 Gewann er mit der Hamburger Landesauswahl den Rhein-Pfalz Pokal. Im Jahr 2013 gewann Paul Pongs mit den 1. Herren vom HTHC die Deutsche Hallenmeisterschaft in Berlin und wiederholte dies 2015. Im Jahr 2014 konnte er mit den HTHC Herren auch die European Hockey League (EHL) in Eindhoven gewinnen und ein paar Wochen darauf dies noch mit dem Deutschen Feldmeister-Titel krönen. In der EHL Saison 2016 konnte Paul Pongs eine Bronze-Medaille mit den 1. Herren des HTHC erlangen.
In der Kategorie "Sport" bekam er mit der ersten Herrenmannschaft des HTHC im Jahr 2014 eine Auszeichnung zum "Hamburger des Jahres".